# Max Kruse
Max Bennet Kruse (* 19. března 1988 Reinbek) je německý profesionální fotbalista, který hraje na pozici útočníka za německý klub VfL Wolfsburg. Mezi lety 2013 a 2015 odehrál 14 utkání v dresu německé reprezentace, ve kterých si připsal 4 vstřelené branky.

## Klubová kariéra
Max Kruse hrál v mládežnických letech za týmy TSV Reinbek (1992-1998), SC Vier- und Marschlande (1998-2005), SV Werder Bremen (2006-2007). V profesionálním fotbale debutoval v dresu SV Werder Bremen. Následně hrál v klubech FC St. Pauli, SC Freiburg, Borussia Mönchengladbach a VfL Wolfsburg (od léta 2015).
Jako hráč Unionu Berlin zlomil v listopadu 2020 rekord Bundesligy z let 1977 až 1983, když proti Arminii Bielefeld proměnil svůj 16. pokutový kop v řadě a pomohl tak tento ligový duel vyhrát 5:0.

## Reprezentační kariéra
V A-mužstvu Německa debutoval 29. 5. 2013 v přátelském zápase v Boca Raton proti týmu Ekvádoru (výhra 4:2).